# Pique (arme)
Pour les articles homonymes, voir Pique.
Une pique est une longue lance portée par un fantassin appelé piquier. Il s'agit d'une arme d'hast principalement destinée à contrer les charges de cavalerie et à charger les piquiers adverses.
On peut distinguer deux périodes, où elle fut une arme majeure :
- en Grèce antique, où la phalange macédonienne portait de longues piques de trois à sept mètres appelées sarisses (la désignation de pique est cependant plutôt rétroactive) ;
- la fin du Moyen Âge et la Renaissance, où elle fut réintroduite par les Écossais et les Suisses, à partir de la bataille de Bannockburn en 1314 et de celle de Sempach en 1386. Les piques, appelées « longues lances », étaient parmi les armes les plus utilisées par l'infanterie des villes du Nord de l'Italie entre 1250 et 1340[1].

L'invention de la baïonnette, à la fin du XVIIe siècle, rendit la pique obsolète, car elle permettait au mousquetaire de se défendre de lui-même contre la cavalerie.
Exemple d'unités dotées de piques :
- la phalange macédonienne ;
- les lansquenets ;
- les tercios espagnols.

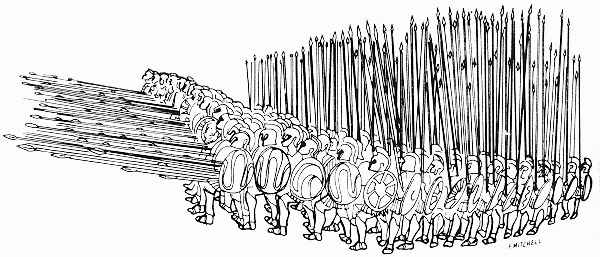
Une phalange macédonienne.

Les piques firent leur apparition en France au début du XVIe siècle. Elles furent utilisées par l'armée jusqu'à la fin du XVIIe siècle.
Sous la Révolution française, la pique fut de nouveau employée comme arme par les gens du peuple. En juillet 1792, Lazare Carnot suggéra de donner au peuple toutes les piques conservées dans les arsenaux et d'ordonner la fabrication de trois cent mille autres piques. Lors des Journées des 5 et 6 octobre 1789, les Parisiens furent généralement armés de ces piques. Les têtes de certaines personnes décapitées par les insurgés ont parfois été placées à l’extrémité de cette arme blanche, comme celles de Bernard-René Jourdan de Launay, Jacques de Flesselles, Joseph François Foullon ou Louis Bénigne François Bertier de Sauvigny. Fin 1793, le ministre de la Guerre pensa bien faire en armant de piques plusieurs bataillons : les troupes ennemies armées de fusils[Qui ?] n'en firent qu'une bouchée.